# ČKD

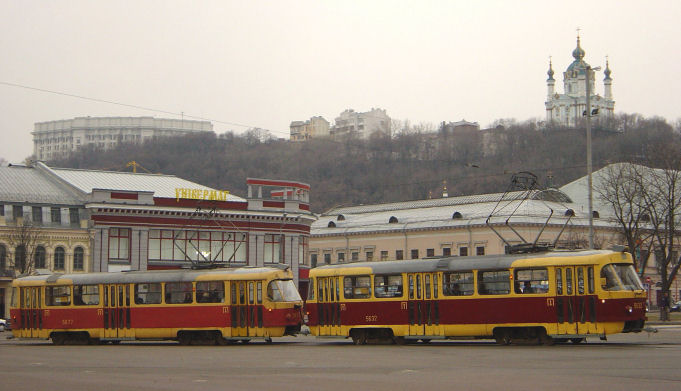
ČKD Tatra-T3 в Києві на Подолі. T3 був найуспішнішим трамваєм, що випускався у 1960-1989; 13 991 одиниць було продано в усьому світі

ČKD Group (Českomoravská Kolben-Daněk Group; укр. Група ЧКД, Чесько-Моравська Колбен Данек Група) — одна з найбільших і найстаріших чеських компаній в галузі електроніки та машинобудування.

## Історія
Компанія «Чесько-Моравська Колбен Данек» була заснована у 1927 році в результаті злиття трьох компаній: «Перша чесько-моравська машинобудівна фабрика», «Колбен і компаньйони» та «Данек і компаньйони».
В 1930-х роках компанія спеціалізувалася на виготовлені електротехніки, зокрема, паротурбінних установок і насосів, локомотивів, компресорів, дизельних двигунів, парогенераторів, побутової техніки, зокрема, пральних машин, порохотягів та холодильників, військової продукції.
Під час німецької окупації більша частина виробництва була переорієнтована на забезпечення збройних сил Третього Рейху, а компанія була перейменована на BMM (нім. Böhmisch-Mährische Maschinenfabrik AG). Зокрема, компанія виробляла легкі танки  Panzer 38(t) і самохідну протитанкову зброю Jagdpanzer 38.
Після закінчення Другої світової війни ЧКД була націоналізована. Протягом 45 років, коли Чехословаччина була соціалістичною державою, підприємство невпинно росло. З компанії були виділені деякі окремі підприємства, проте всі основні традиційні галузі ČKD залишилися. Натомість, орієнтація на соціалістичні країни дозволила значно збільшити обсяги виробництва. Компанія виробляла трамваї під маркою «Tatra», ставши світовим лідером в цій галузі. В той час на підприємствах ЧКД працювало до 50 000 осіб. Головними  видами продукції, крім трамваїв, були локомотиви і тиристорні перетворювачі.
Після 1990 року було утворено акціонерне товариство «ЧКД Прага», яке повністю належало державі. В 1994 році 51% акції ЧКД перейшли до акціонерного товариства «ІНПРО»; було засновано акціонерне товариство «ЧКД Прага Холдинг». В результаті значно знизилися обсяги виробництва і експорту; деякі дочірні товариства стали недієздатними і були продані. В 1998 році виникло акціонерне товариство «11FITE», метою якого було відродження марки «ČKD». У 2004 році виникла «Група ЧКД», яка складається з окремих компаній: АТ «ЧКД Прага Диз», АТ «ЧКД Нове Енерго», АТ «ЧКД Електротехніка», АТ «Напівпровідники» та АТ «ЕТТ Енергетика».